# 邱梓銓
邱梓銓（2003年1月14日—），台灣英雄联盟職業選手，現為中信飛牡蠣下路選手，ID：Doggo（以前的ID：Doge）。

## 經歷
2017年登上LOL韓服的大師段位，2019六都電競爭霸戰在MAD x CSIC戰隊奪下台南總冠軍。
2021年，加入Beyond Gaming擔任首發AD選手。
2021年12月15日，加入Bilibili Gaming，擔任ADC位置效力。2022年7月11日，因為隊伍狀況不佳，導致被下放LDL次級聯賽，同年7月27日，重新回到LPL職業聯賽。
2022年12月14日，正式官宣加入Ultra Prime，擔任adc位置並且與s8世界冠軍輔助baolan搭檔。
2024年12月12日，正式官宣加入CFO，擔任adc位置。
2025年7月4日，於 MSI 季中邀請賽首輪對上 T1 時，單場完成擊殺 Faker 並達成五連殺，成為台灣首位同場完成此壯舉的選手，超越過去分別完成兩項紀錄的前下路選手熊汶銨。